# 旭川市
旭川市（日语：／ Asahikawa shi */?）是日本北海道上川綜合振興局境內的一個城市，是北海道僅次於札幌市的第二大城，現為中核市，也是振興局的行政中心所在地。近年來以旭山動物園和旭川拉麵聞名日本國內外，現與釧路市同被指定為北海道的國際會議觀光城市。旭川市內有50多座的窯，是日本有名的陶瓷器城市。農業方面，當地生產稻米、蘋果和櫻桃等農產品，蕎麥的產量是全日本第三。
旭川市位於上川盆地的中央，境內有石狩川、忠別川、美瑛川、牛朱別川等共130條大小河川流經，並建有740多座橋樑，因此旭川市又有「河的城市」之稱。其中以位於石狩川和牛朱別川會流處，於1932年完成的鐵製拱橋旭橋最受到市民的喜愛，除了是旭川的象徵外，也被指定為北海道遺產。
因旭川市位處道北地區的中心位置，除了是附近地區行政、商業與工業方面的核心城市外，當地也因多條主要鐵路與公路路線在此交會，而成為重要的交通要衝。旭川市地處北海道內陸，冬夏溫差大，曾在1902年1月25日出現-41.0℃的日本氣象官方觀測紀錄的史上最低溫纪录；夏季温暖，偶有炎熱天气。但由於無梅雨又少有颱風侵襲，因此降雨少且濕度相對较低。
與大部分北海道地區的地名相同，旭川的地名也源自於當地原住民愛奴族的語言。愛奴族稱呼流經此地的忠別川為「有著波浪的河川」（ciw-pet/）或是「秋天的河川」（cuk-pet/），但卻被誤會為是發音類似的「日之川」（cup-pet/），並進一步演變為「旭川」而成為地名。

## 歷史
- 1890年9月：石狩國上川郡設置旭川村、永山村、神居村。
- 1898年：北海道官設鐵道（舊國鐵、現JR北海道的前身）旭川車站開始營運。
- 1900年：改制為旭川町。
- 1902年4月1日：紀錄到日本觀測史上最低溫（攝氏零下41.0度）。
- 1914年4月1日：改制為旭川區。
- 1922年8月1日：改制為旭川市。
- 1945年：二次大戰結束後，蘇聯人民委員會主席史達林對美國總統杜魯門提出「讓蘇聯軍隊進駐留萌和釧路連線以北的區域」，包括了旭川市，但被杜魯門拒絕。
- 1955年4月1日：神居村和江丹別村併入。
- 1960年：第一屆旭川冬祭開始舉辦。
- 1961年4月1日：永山町併入。
- 1963年8月15日：東旭川町併入。
- 1967年：旭川市旭山動物園開幕。
- 1968年3月1日：神樂町併入。
- 1971年1月1日：東鷹棲町併入。
- 2000年4月1日 : 成為中核市。

## 行政

### 歷任市長
| 屆         | 姓名       | 上任日期       | 卸任日期       | 備註                       |
| 官派市長   | 官派市長   | 官派市長       | 官派市長       | 官派市長                   |
| ---------- | ---------- | -------------- | -------------- | -------------------------- |
| 1          | 岩田恒     | 1923年6月25日  | 1928年10月5日  |                            |
| 2          | 奧田千春   | 1929年6月20日  | 1933年6月19日  |                            |
| 3          | 渡邊勘一   | 1933年6月28日  | 1936年7月4日   |                            |
| 4          | 井上英     | 1936年9月10日  | 1938年11月21日 |                            |
| 5          | 足立富     | 1939年3月18日  | 1946年11月7日  |                            |
| 民選市長   |            |                |                |                            |
| 1          | 大塚守穗   | 1947年4月5日   | 1947年5月14日  | 因公職追放而被迫辭職       |
| 2          | 前野與三吉 | 1947年6月11日  | 1951年3月14日  |                            |
| 3          | 坂東幸太郎 | 1951年4月25日  | 1955年4月14日  | 於選舉中擊敗現任市長當選   |
| 4          | 前野與三吉 | 1955年4月30日  | 1959年4月29日  | 於選舉中擊敗現任市長當選   |
| 5          | 前野與三吉 | 1959年4月30日  | 1963年4月29日  |                            |
| 6          | 五十嵐廣三 | 1963年4月30日  | 1967年4月29日  |                            |
| 7          | 五十嵐廣三 | 1967年4月30日  | 1971年4月29日  |                            |
| 8          | 五十嵐廣三 | 1971年4月20日  | 1974年9月30日  | 為參加北海道知事選舉而辭職 |
| 9          | 松本勇     | 1974年11月17日 | 1978年11月16日 |                            |
| 10         | 坂東徹     | 1978年11月17日 | 1982年11月16日 | 於選舉中擊敗現任市長當選   |
| 11         | 坂東徹     | 1982年11月17日 | 1986年11月16日 |                            |
| 12         | 坂東徹     | 1986年11月17日 | 1990年11月16日 |                            |
| 13         | 坂東徹     | 1990年11月17日 | 1994年11月16日 |                            |
| 14         | 菅原功一   | 1994年11月17日 | 1998年11月16日 |                            |
| 15         | 菅原功一   | 1998年11月17日 | 2002年11月16日 |                            |
| 16         | 菅原功一   | 2002年11月17日 | 2006年11月16日 |                            |
| 17         | 西川將人   | 2006年11月17日 | 2010年11月16日 |                            |
| 18         | 西川將人   | 2010年11月17日 | 2014年11月16日 |                            |
| 19         | 西川將人   | 2014年11月17日 | 2018年11月16日 |                            |
| 20         | 西川將人   | 2018年11月17日 | 現任           |                            |
| 參考資料： |            |                |                |                            |

### 市議會
議員編制36人。

### 國家機關
- 法務省
  - 旭川刑務所、旭川地方檢查廳
- 財務省
  - 稅務署（旭川中税務署、旭川東稅務署）
  - 北海道財務局旭川財務事務所
  - 日本銀行札幌支店旭川事務所（財務省管轄的特殊法人）
- 厚生勞動省
  - 旭川公共職業安定所
  - 旭川勞動基準監督署
  - 社會保險廳旭川社會保險事務所
- 農林水產省
  - 北海道森林管理局旭川事務所
- 國土交通省
  - 北海道運輸局旭川運輸局
  - 北海道開發局旭川開發建設部
  - 旭川地方氣象台
  - 輕自動車檢查協會
- 防衛省
  - 陸上自衛隊北部方面隊第2師團司令部、旭川地方連絡部
- 裁判所
  - 地方裁判所、家庭裁判所合同廳舍
    - 旭川地方裁判所
    - 旭川家庭裁判所

### 公署
- 警察 - 北海道警察旭川方面本部（旭川中央警察署、旭川東警察署）
- 消防 - 旭川市消防本部（旭川北消防署、旭川南消防署）

## 氣候
旭川的气候类型为温带大陆性湿润气候，按照柯本气候分类法归类为Dfb型。旭川的冬天漫长而寒冷，从12月到次年3月，月平均气温都在冰点以下；与此同时，该市冬天的降雪尤为可观，可达7.6米（25英尺）。旭川的夏季温暖而潮湿，白天气温会在26 °C（79 °F）徘徊。相较于冬夏两季，春秋两季则非常短暂。
旭川的大陆性气候特征尤为明显，在1902年1月25日旭川测出了日本有史以来的最低气温为−41.0 °C（−41.8 °F），比北海道其他地方还要寒冷，而富士山的极端低温仅次于旭川市。1909年1月12日，该市的日间最低气温曾降至−22.5 °C（−9 °F）。因此，旭川被认为是日本最寒冷的城市。
| 旭川市（平均数据自1991年统计至2020年，极端数据自1888年统计至今） | 旭川市（平均数据自1991年统计至2020年，极端数据自1888年统计至今） | 旭川市（平均数据自1991年统计至2020年，极端数据自1888年统计至今） | 旭川市（平均数据自1991年统计至2020年，极端数据自1888年统计至今） | 旭川市（平均数据自1991年统计至2020年，极端数据自1888年统计至今） | 旭川市（平均数据自1991年统计至2020年，极端数据自1888年统计至今） | 旭川市（平均数据自1991年统计至2020年，极端数据自1888年统计至今） | 旭川市（平均数据自1991年统计至2020年，极端数据自1888年统计至今） | 旭川市（平均数据自1991年统计至2020年，极端数据自1888年统计至今） | 旭川市（平均数据自1991年统计至2020年，极端数据自1888年统计至今） | 旭川市（平均数据自1991年统计至2020年，极端数据自1888年统计至今） | 旭川市（平均数据自1991年统计至2020年，极端数据自1888年统计至今） | 旭川市（平均数据自1991年统计至2020年，极端数据自1888年统计至今） | 旭川市（平均数据自1991年统计至2020年，极端数据自1888年统计至今） |
| 月份                                                             | 1月                                                              | 2月                                                              | 3月                                                              | 4月                                                              | 5月                                                              | 6月                                                              | 7月                                                              | 8月                                                              | 9月                                                              | 10月                                                             | 11月                                                             | 12月                                                             | 全年                                                             |
| ---------------------------------------------------------------- | ---------------------------------------------------------------- | ---------------------------------------------------------------- | ---------------------------------------------------------------- | ---------------------------------------------------------------- | ---------------------------------------------------------------- | ---------------------------------------------------------------- | ---------------------------------------------------------------- | ---------------------------------------------------------------- | ---------------------------------------------------------------- | ---------------------------------------------------------------- | ---------------------------------------------------------------- | ---------------------------------------------------------------- | ---------------------------------------------------------------- |
| 历史最高温 °C（°F）                                              | 11.7 (53.1)                                                      | 12.2 (54.0)                                                      | 18.8 (65.8)                                                      | 29.6 (85.3)                                                      | 34.3 (93.7)                                                      | 35.9 (96.6)                                                      | 37.6 (99.7)                                                      | 37.9 (100.2)                                                     | 33.3 (91.9)                                                      | 25.9 (78.6)                                                      | 22.0 (71.6)                                                      | 14.7 (58.5)                                                      | 37.9 (100.2)                                                     |
| 平均高温 °C（°F）                                                | −3.3 (26.1)                                                      | −1.7 (28.9)                                                      | 3.0 (37.4)                                                       | 11.2 (52.2)                                                      | 18.8 (65.8)                                                      | 22.8 (73.0)                                                      | 26.2 (79.2)                                                      | 26.6 (79.9)                                                      | 21.9 (71.4)                                                      | 14.9 (58.8)                                                      | 6.2 (43.2)                                                       | −0.8 (30.6)                                                      | 12.2 (54.0)                                                      |
| 日均气温 °C（°F）                                                | −7.0 (19.4)                                                      | −6.0 (21.2)                                                      | −1.4 (29.5)                                                      | 5.6 (42.1)                                                       | 12.3 (54.1)                                                      | 17.0 (62.6)                                                      | 20.7 (69.3)                                                      | 21.2 (70.2)                                                      | 16.4 (61.5)                                                      | 9.4 (48.9)                                                       | 2.3 (36.1)                                                       | −4.2 (24.4)                                                      | 7.2 (45.0)                                                       |
| 平均低温 °C（°F）                                                | −11.7 (10.9)                                                     | −11.8 (10.8)                                                     | −6.1 (21.0)                                                      | 0.2 (32.4)                                                       | 6.1 (43.0)                                                       | 12.0 (53.6)                                                      | 16.4 (61.5)                                                      | 16.9 (62.4)                                                      | 11.7 (53.1)                                                      | 4.4 (39.9)                                                       | −1.5 (29.3)                                                      | −8.0 (17.6)                                                      | 2.4 (36.3)                                                       |
| 历史最低温 °C（°F）                                              | −41.0 (−41.8)                                                    | −38.3 (−36.9)                                                    | −34.1 (−29.4)                                                    | −19.0 (−2.2)                                                     | −7.1 (19.2)                                                      | −1.2 (29.8)                                                      | 1.0 (33.8)                                                       | 2.4 (36.3)                                                       | −1.8 (28.8)                                                      | −8.0 (17.6)                                                      | −25.0 (−13.0)                                                    | −30.0 (−22.0)                                                    | −41.0 (−41.8)                                                    |
| 平均降水量 mm（）                                                | 66.9 (2.63)                                                      | 54.7 (2.15)                                                      | 55.0 (2.17)                                                      | 48.5 (1.91)                                                      | 66.6 (2.62)                                                      | 71.4 (2.81)                                                      | 129.5 (5.10)                                                     | 152.9 (6.02)                                                     | 136.3 (5.37)                                                     | 105.8 (4.17)                                                     | 114.5 (4.51)                                                     | 102.4 (4.03)                                                     | 1,104.4 (43.48)                                                  |
| 平均降雪量 cm（）                                                | 125 (49)                                                         | 97 (38)                                                          | 80 (31)                                                          | 15 (5.9)                                                         | 0 (0)                                                            | 0 (0)                                                            | 0 (0)                                                            | 0 (0)                                                            | 0 (0)                                                            | 2 (0.8)                                                          | 82 (32)                                                          | 158 (62)                                                         | 557 (219)                                                        |
| 平均降水天数（≥ 0.5 mm）                                         | 22.2                                                             | 18.6                                                             | 18.6                                                             | 14.2                                                             | 12.1                                                             | 10.8                                                             | 11.6                                                             | 11.9                                                             | 14.2                                                             | 16.9                                                             | 21.4                                                             | 25.1                                                             | 197.6                                                            |
| 平均相對濕度（％）                                               | 82                                                               | 78                                                               | 73                                                               | 66                                                               | 67                                                               | 73                                                               | 77                                                               | 79                                                               | 79                                                               | 79                                                               | 80                                                               | 83                                                               | 76                                                               |
| 月均日照時數                                                     | 75.3                                                             | 96.1                                                             | 141.3                                                            | 169.5                                                            | 197.4                                                            | 176.5                                                            | 159.8                                                            | 154.6                                                            | 144.7                                                            | 125.9                                                            | 67.3                                                             | 58.1                                                             | 1,566.5                                                          |
| 来源：日本气象厅                                                 |                                                                  |                                                                  |                                                                  |                                                                  |                                                                  |                                                                  |                                                                  |                                                                  |                                                                  |                                                                  |                                                                  |                                                                  |                                                                  |

See or edit raw graph data.

## 交通

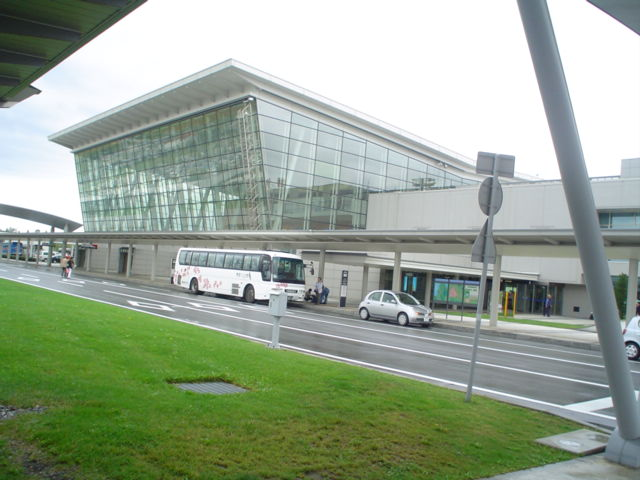
旭川機場

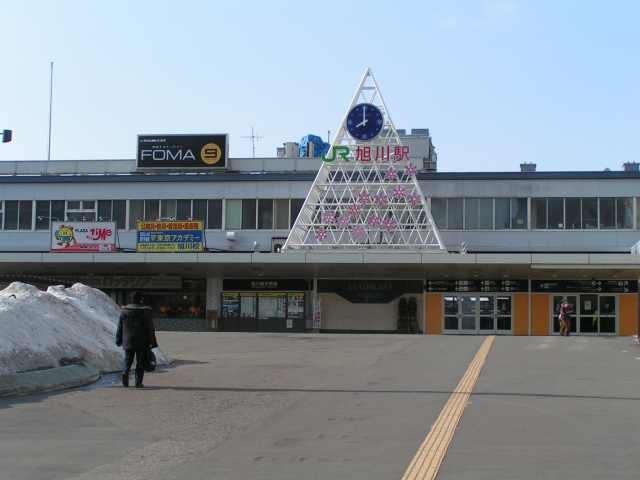
旭川車站

### 機場
- 旭川機場（位於東神樂町）
- 旭川飛行場（位於陸上自衛隊旭川駐屯地內）

### 鐵路
- 北海道旅客鐵道
  - 函館本線：旭川車站 - 近文車站 - 伊納車站
  - 宗谷本線：旭川車站 - 旭川四條車站 - 新旭川車站 - 永山車站 - 北永山車站
  - 石北本線：新旭川車站 - 南永山車站 - 東旭川車站 - 北日之出車站 - 櫻岡車站
  - 富良野線：旭川車站 - 神樂岡車站 - 綠丘車站 - 西御料車站 - 西瑞穗車站 - 西神樂車站 - 西聖和車站 - 千代代岡車站
- 旭川電氣軌道（已廢止）
  - 東旭川線：旭川四條車站 - 旭川追分車站 - 墓地前車站 - 愛宕車站 - 二丁目車站 - 東旭川車站 - 五丁目車站 - 旭山公園車站
  - 東川線：旭川四條車站 - 旭川追分車站 - 千代田車站 - 觀音車站 - 共榮車站 - 東川車站

### 道路
| 高速道路 - 道央自動車道：旭川鷹棲交流道 - 旭川北交流道 一般國道 - 國道12號 - 國道39號 - 國道40號 - 國道233號 - 國道237號 - 國道333號 - 國道452號 主要道道 - 北海道道4號旭川蘆別線 - 北海道道20號旭川停車場線 - 北海道道37號鷹棲東神樂線 - 北海道道57號旭川深川線 - 北海道道68號旭川機場線 - 北海道道72號旭川幌加內線 - 北海道道79號深川豐里線 - 北海道道90號旭川環狀線 - 北海道道98號旭川多度志線 - 北海道道140號愛別當麻旭川線 - 北海道道146號旭川鷹棲內部線 | 道道 - 北海道道213號天人峽美瑛線 - 北海道道219號新開旭川線 - 北海道道251號雨龍旭川線 - 北海道道294號東川東神樂旭川線 - 北海道道295號瑞穗旭川停車場線 - 北海道道329號新旭川停車場線 - 北海道道331號永山停車場線 - 北海道道486號豐田當麻線 - 北海道道487號近文停車場線 - 北海道道520號鷹棲東鷹棲比布線 - 北海道道542號東旭川停車場線 - 北海道道580號美馬牛神樂線 - 北海道道579號新開西神樂停車場線 - 北海道道641號北旭川停車場線 - 北海道道761號北旭川停車場永山線 - 北海道道848號鷹棲江丹別線 - 北海道道915號共和嵐山線 - 北海道道937號上雨紛台場線 - 北海道道940號東川旭川線 - 北海道道942號東鷹棲永山線 - 北海道道1124號近文停車場綠町線 - 北海道道1125號嵐山公園線 - 北海道道1150號旭川北內部線 - 北海道道1160號旭川旭岳溫泉線 |

## 觀光景點

### 觀光
- 旭橋：北海道遺產旭川的象徵。

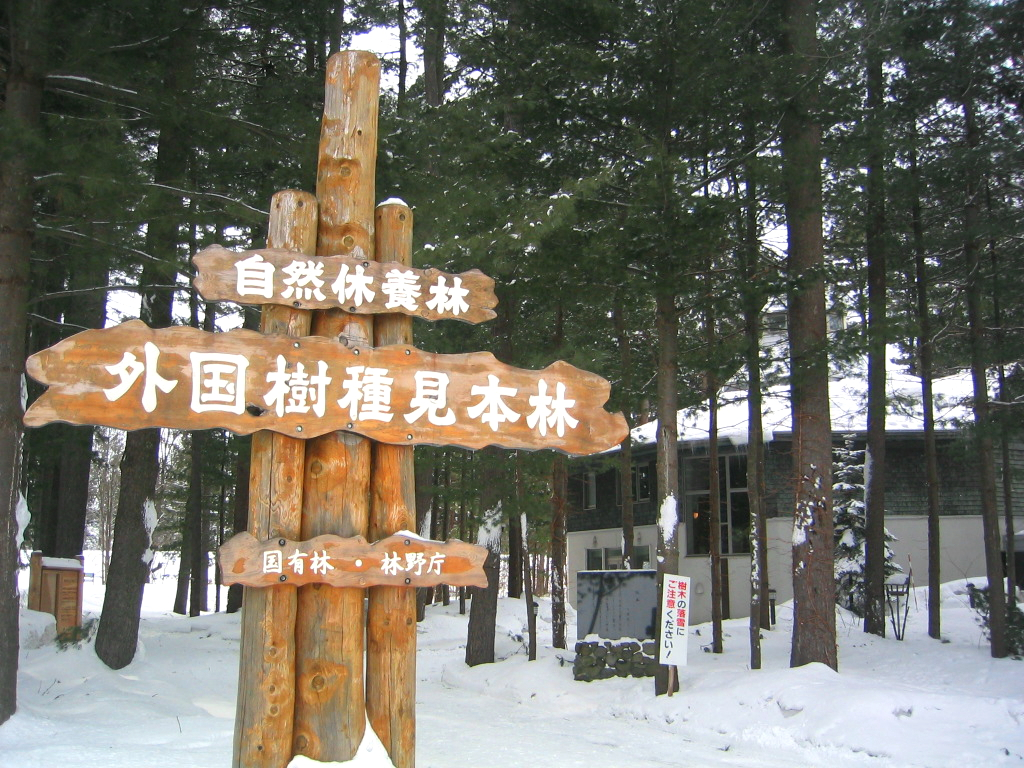
外國樹種樣品林

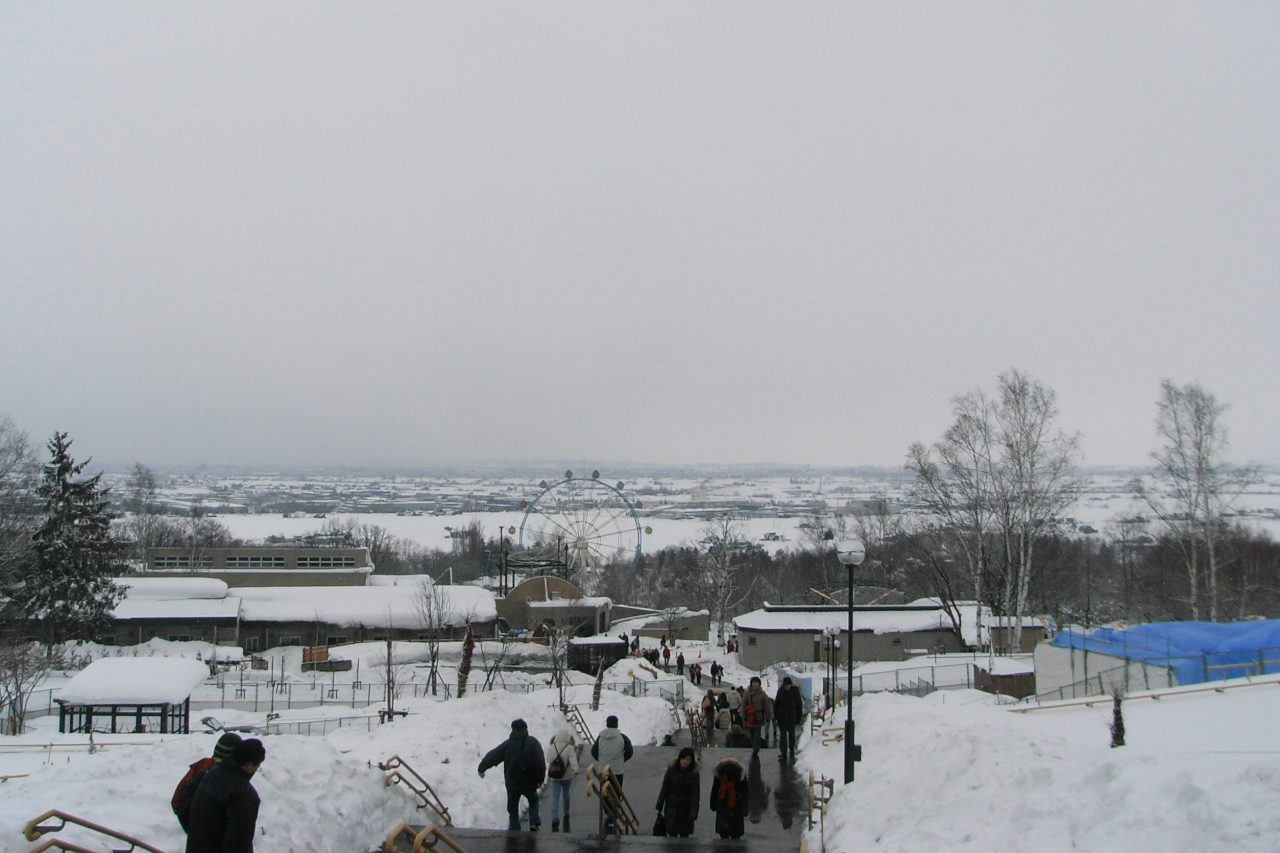
旭山動物園

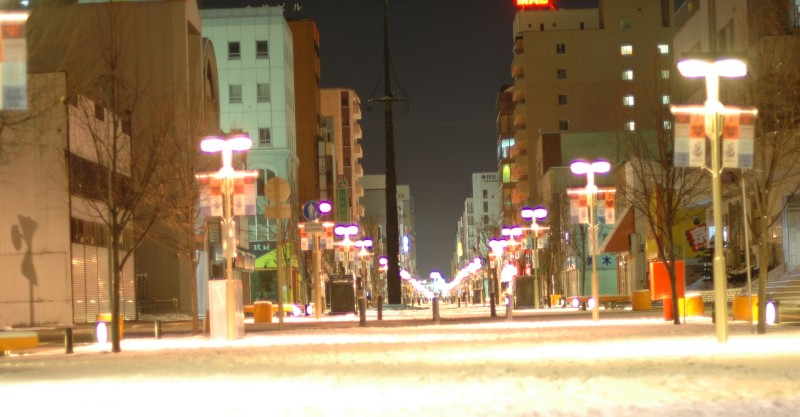
平和通購物公園

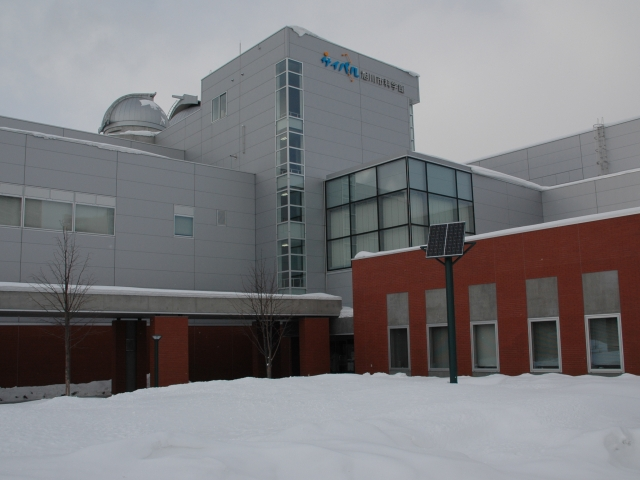
旭川市科學館

- 羅曼蒂克街道：西洋風格的街道，有教會、石造倉庫和知名和菓子店，常成為電視廣告取景地點。
- 外國樹種樣品林：三浦綾子的小說「冰點」的故事背景。
- 神樂岡公園：保持北海道開拓時期之前的樣貌，為上川離宮的預定地。
- 嵐山公園：有嵐山展望台、可遠眺鷹棲町範圍。
- 突哨山：日本最大的片栗生長地。
- 旭山公園：緊鄰旭山動物園的賞櫻地點。
- 平和通買物公園：日本最早的行人徒步區。
- 旭川常盤輪轉印刷機
- 齊藤牧場
- 旭山動物園：日本最北的動物園。
- 3・6街：日本北部知名的大型鬧區，區域內有1300店飲食店。
- 旭川拉麵村
- 就實之丘
- 旭川21世紀森林：設有露營場
- 冰霧、太陽柱、樹冰、川霧等發生於冬季清晨的自然現象。
- 嵐山陶藝村
- 旭川市科學館
- 男山酒造資料館 （页面存档备份，存于）
- 高砂酒造
- 大雪乃藏
- 永山新川：冬季時有大量天鵝。
- 常磐公園
- 旭川大雪地啤酒館
- 旭川市博物館
- 大雪水晶廳
- 中原悌二郎記念旭川市彫刻美術館
- 井上靖記念館
- 神田美術館
- 北海道立旭川美術館
- 三浦綾子記念文學館：位於外國樹種樣本林中。
- 優佳良織工藝館
- 國際染織美術館
- 雪之美術館
- 北鎮記念館：位於陸上自衛隊旭川駐屯地內。
- 花咲運動公園

### 文化遺產

#### 國定文化財
重要文化財（建造物）
- 舊旭川偕行社

民俗文化財（重要無形民俗文化財）
- 阿伊努古式舞蹈

#### 國登錄有形文化財
- 上川倉庫、事務所群：北海道旭川市宮下通11丁目1604-1・2
  - 上川倉庫一號倉庫
  - 上川倉庫二號倉庫
  - 上川倉庫三號倉庫
  - 上川倉庫八號倉庫
  - 上川倉庫十號倉庫（設計展覽室）
  - 上川倉庫十一號倉庫（大雪地啤酒館）
  - 上川倉庫事務所
- ：舊日本陸軍第7師團騎兵第7連隊覆馬場、旭川市春光5區2條2丁目231
- 最創山光岸寺本堂：旭川市東鷹棲東1條3丁目272-1
- 松岡家住宅：旭川市6條通13丁目58-3

#### 北海道指定文化財
記念物（史跡）
- 神居古潭豎穴住居遺跡：神居町神居古潭石狩川河川地

#### 旭川市指定文化財
有形文化財（建造物）
- 上川郡農作試驗所事務所棟（忠別太驛 遞第一美英舍）：神居1條1丁目
- 永山屯田兵屋：神樂3條7丁目旭川市博物館
- 養蠶民家：東旭川町瑞穗1576-1
- 舊神居古潭驛舎：江丹別町春日197-1

有形文化財（歴史資料）
- 旭川兵村中隊記録及屯田物語原畫綴：東旭川南1條6丁目旭川兵村記念館
- 第七師團關係記録：春光町國有無番地陸上自衛隊旭川駐屯地北鎮記念館
- 知里幸惠遺稿筆記：神樂3條7丁目旭川市博物館
- 旭川兵村中隊紀錄：東旭川南1條6丁目旭川兵村記念館

有形文化財（考古資料）
- 錦町5遺跡出土的斧柄：神樂3條7丁目旭川市博物館
- 蕨手刀：神樂3條7丁目旭川市博物館

記念物（史跡）
- 近文山國見之碑：江丹別町嵐山

記念物（天然記念物）
- 梅樹：東旭川町米原旭川第一小學校
- 神居古潭洞穴群：神居町神居古潭石狩川河川地

### 祭典
- 旭川冬祭：每年2月、同時舉辦「冰彫世界大賽」。
- 北海道音樂大遊行：每年6月第一星期六、日本規模最大的吹奏樂隊活動。
- 旭川夏祭：每年7月底至8月初的週四、五、六

## 教育

### 大學
| - 北海道教育大學旭川校 - 旭川醫科大學 - 北海道東海大學藝術工學部 | - 旭川大學 - 旭川大學女子短期大學部 |

### 專門學校
| - 旭川工業高等專門學校 - 道北醫院附屬看護學校 | - 道立旭川高等看護學院 - 道立旭川高等技術專門學院 |

### 高等學校
| 道立 - 道立北海道旭川東高等學校 - 道立北海道旭川西高等學校 - 道立北海道旭川北高等學校 - 道立北海道旭川南高等學校 - 道立北海道旭川東榮高等學校 - 道立北海道旭川凌雲高等學校 - 道立北海道旭川商業高等學校 - 道立北海道旭川工業高等學校 - 道立北海道旭川農業高等學校 | 市立 - 市立北海道旭川北都商業高等學校 私立 - 旭川志峯高等學校 - 旭川藤女子高等學校 - 旭川龍谷高等學校 - 北海道立正學園旭川實業高等學校 - 旭川明成高等學校 |

### 小中學校
市內共有58所小學校、34所中學校，除北海道教育大學副署旭川小學校為國立以外，其餘皆為市立學校。

### 特殊學校
- 北海道旭川盲學校
- 北海道旭川養護學校
- 北海道旭川學学校

## 姊妹市・友好都市

### 海外

#### 姊妹都市
- 布卢明顿（美國 依利諾州）：締結於1962年10月11日[17]。
- 诺默尔（美國 依利諾州）：締結於1987年7月7日。
- 水原市（南韓 京畿道）：締結於1989年10月17日。

#### 友好都市
- 南薩哈林斯克（俄羅斯 薩哈林州）：締結於1967年11月10日。
- 哈爾濱市（中華人民共和國 黑龍江省）：締結於1995年11月21日。

## 本地出身的名人

### 政治、經濟、軍事
| - 五十嵐廣三：政治家、前內閣官房長官、旭川市長 - 石崎岳：眾議院議員、前北海道放送(HBC)記者 - 伊東良孝：釧路市長 - 今津寬：眾議院議員、前防衛廳副長官 - 亀田得治：律師、政治家、前參議院議員 - 佐佐木秀典：政治家、前眾議院議員 - 杉村太藏：眾議院議員 | - 下妻博：住友金屬工業代表取締役會長 - 福嶋康博：史克威尔·艾尼克斯相談役名譽会長 - 前田義德：前NHK會長 - 河端敏博：藥日本堂代表取締役社長 - 加藤建夫：前日本陸軍軍人、「加藤隼戰鬥隊」隊長 - 村中孝次：前日本陸軍軍人、226事件的首謀者之一 |

### 學術、教育、文化、藝術
| - 赤松俊秀：歴史學者 - 荒憲治郎：經濟學者 - 井上靖：作家 - 大橋英寿：社會心理學者 - 鍵谷幸信：英文學者 - 谷口義明：天文學者 - 納谷廣美：明治大學校長 - 田下昌明：醫學博士 - 資延敏雄：高野山真言宗管長、總本山金剛峰寺第411座主 - 安部公房：作家 - 清水博子：作家 - 三浦綾子：作家 - 小熊秀雄：詩人 - 加藤千惠：日本和歌歌手 - 齋藤史：日本和歌歌手、出生於東京都 - 高野斗志美：文藝評論家、前旭川大學校長 - 遠藤琢郎：導演，主持橫濱小船劇場 - 信本敬子：編劇 - 青木日出雄：航空、軍事評論家 - 永江朗：作家 - ：繪本作家 - 福井爽人：日本畫家 | - 難波田龍起：西洋畫家 - 木內綾：染色工藝家 - Sunazawa Bikky：彫刻家 - 中原悌二郎：彫刻家 - 林雅子：建築家 - 間宮芳生：作曲家 - 五郎部俊朗：聲樂家 - 藤川真弓：小提琴家 - 熊川哲也：芭蕾舞舞者 - 岩崎紘昌：西洋古董研究家 - 吉崎榮泰：程式設計師 - 小林光一：圍棋棋士 - 山下敬吾：圍棋棋士 - 久保雅一：製作人 - 五十嵐優美子：漫畫家 - 佐佐木倫子：漫畫家 - 寺澤武一：漫畫家 - 布浦翼：漫畫家 - 藤田和日郎：漫畫家 - 前川剛：漫畫家 |

### 演藝媒體
| - IKKAN：俳優、演出家 - 品川徹：俳優 - 武田真治：俳優 - 西澤利明：俳優、出生於長野縣 - 野村玲子：女優、四季劇團成員 - 福井晶一：俳優、四季劇團四季成員 - 山本麟一：俳優 - 青野武：配音員 - 西村朋紘：配音員 - 坂東尚樹：配音員 - 秋元知美：前AV女優 - 音尾琢真：演員 - 小橋亞樹：演員 - 原一平：演員 - 福島和可菜：演員 - 矢部美穗：演員 - 三浦敏和：相聲演員 - 坂田榮一：歌手 - 武山明代：歌手 - 藤圭子：歌手、出生於岩手縣 - 水田龍子：演歌歌手 | - 冴木杏奈：探戈歌手 - 松本優香：福音歌手 - 片桐麻美：創作歌手 - 安全地帶：搖滾樂團 - 武澤豐 - 田中裕二 - 玉置浩二 - 矢萩涉 - M.c.A・T：搖滾樂音樂著作人 - 富田惠一：搖滾樂音樂著作人 - ：電視企劃 - 明石英一郎：札幌電視台播音員 - 岩田公雄：讀賣電視台報道局解說委員 - 金平茂紀：東京廣播公司電視編成制作本部 報道局長 - 島瞳（）：東京廣播公司與NHK BS新聞主播 - 青山美保：前岩手電視台播音員 - 鈴木俊光：東北放送播音員 - 折坂章子：氣象預報員 - 橋本奈奈未：前乃木坂46成員 - 坂口渚沙：前AKB48Team8成員，現LarmeR成員 - emma：模特兒 |

### 運動
- 北之富士勝昭：前橫綱、相撲解說者
- 上野雅惠：2004年夏季奧林匹克運動會柔道金牌
- 上野順惠：柔道選手
- 惠本裕子：1996年夏季奧林匹克運動會柔道金牌
- 加藤喜代美：1972年夏季奧林匹克運動會摔角金牌
- 中田茂男：1968年夏季奧林匹克運動會摔角金牌
- 吉田義勝：1964年夏季奧林匹克運動會摔角金牌
- 安廣一哉：空手道選手、K-1選手
- ：女子格鬥選手
- ：女子綜合格闘選手
- 高平慎士：田徑選手
- 杉山俊介：前職業棒球選手
- 鈴木貴久：前職業棒球選手
- ：出生於俄國、前職業棒球選手
- 星野伸之：前職業棒球選手、解說員
- 明石健志：職業棒球選手
- 田澤由哉：職業棒球選手
- 牧谷宇佐美：職業棒球選手
- ：前職業棒球裁判
- 北出勉：足球選手、隸屬栃木足球俱樂部
- 鈴木健太郎：足球選手、隸屬甲府風林
- 成田郁久美：排球選手
- 高橋勝成：職業高爾夫選手
- 俵信之：自行車競速選手

## 外部連結
行政
- 旭川市 （页面存档备份，存于）
  - 旭川市役所的Facebook專頁
  - 旭川市役所的X（前Twitter）
  - 旭川市防災的Facebook專頁
  - 旭川市防災的X（前Twitter）
  - YouTube上的旭川市役所頻道

産業
- 旭川産業創造プラザ （页面存档备份，存于）
- 旭川商工会議所 （页面存档备份，存于）

観光
- https://www.city.asahikawa.hokkaido.jp/kankou/ （页面存档备份，存于）
- 旭川観光コンベンション協会 （页面存档备份，存于）
  - 旭川観光コンベンション協会的Facebook專頁
- 上川地方観光連盟 （页面存档备份，存于）
- 大雪みどころナビ （页面存档备份，存于）